# 霍默C瓊斯 (新墨西哥州)
霍默C瓊斯（英語：Homer C Jones）是位於美國新墨西哥州麥金萊縣的普查規定居民點。

## 人口
根據2020年美國人口普查的數據，霍默C瓊斯的面積為0.65平方千米，皆為陸地。當地共有人口113人，而人口密度為每平方千米173.85人。